# Hematoma perianal
El hematoma perianal es un hematoma ubicado en el borde del ano. A veces se la denomina de manera inapropiada hemorroide externa.

## Signos y síntomas
Un hematoma perianal, identificado por el tinte azul típico debajo de la piel (a la izquierda en la imagen de arriba) Los síntomas de un hematoma perianal pueden presentarse durante un período corto de tiempo. 
El dolor, que varía de leve a severo, se producirá a medida que la piel que rodea la ruptura se expanda debido a la presión. Este dolor generalmente durará incluso después de que la sangre se haya coagulado y puede continuar de dos a cuatro días.

## Causas
El hematoma perianal es causado por la ruptura de una pequeña vena que drena la sangre del ano. Esta ruptura puede ser el resultado de una evacuación intestinal forzada, sexo anal o causada por levantar objetos pesados, toser o esforzarse. Una vez que se ha formado la ruptura, la sangre se acumula rápidamente en unas pocas horas y, si no se trata, forma un coágulo.

## Gestión
El manejo de las hemorroides externas trombosadas se ha estudiado poco a partir de 2018. Si se diagnostica dentro de las primeras horas de la presentación, la sangre acumulada se puede evacuar con una jeringa. Una vez que la sangre se ha coagulado, la extracción con este método ya no es posible y el coágulo se puede eliminar mediante una incisión sobre el bulto con anestesia local. La incisión no está cosida pero cicatrizará. Se debe tener cuidado con el sangrado de la herida y la posible infección con bacterias fecales. Si se deja solo, generalmente se curará en unos pocos días o semanas. A menudo se recomienda la aplicación tópica de una crema que contenga un heparinoide para eliminar el coágulo.